# Lampranthus procumbens
Lampranthus procumbens är en isörtsväxtart som beskrevs av Klak. Lampranthus procumbens ingår i släktet Lampranthus och familjen isörtsväxter. Inga underarter finns listade i Catalogue of Life.